# Dlemer (Kwanyar)
Dlemer is een bestuurslaag in het regentschap Bangkalan van de provincie Oost-Java, Indonesië. Dlemer telt 2053 inwoners (volkstelling 2010).